# Bolbonota tuberculata
Bolbonota tuberculata är en insektsart som beskrevs av Coquebert. Bolbonota tuberculata ingår i släktet Bolbonota och familjen hornstritar. Inga underarter finns listade i Catalogue of Life.